# سسک سینه‌راه‌راه

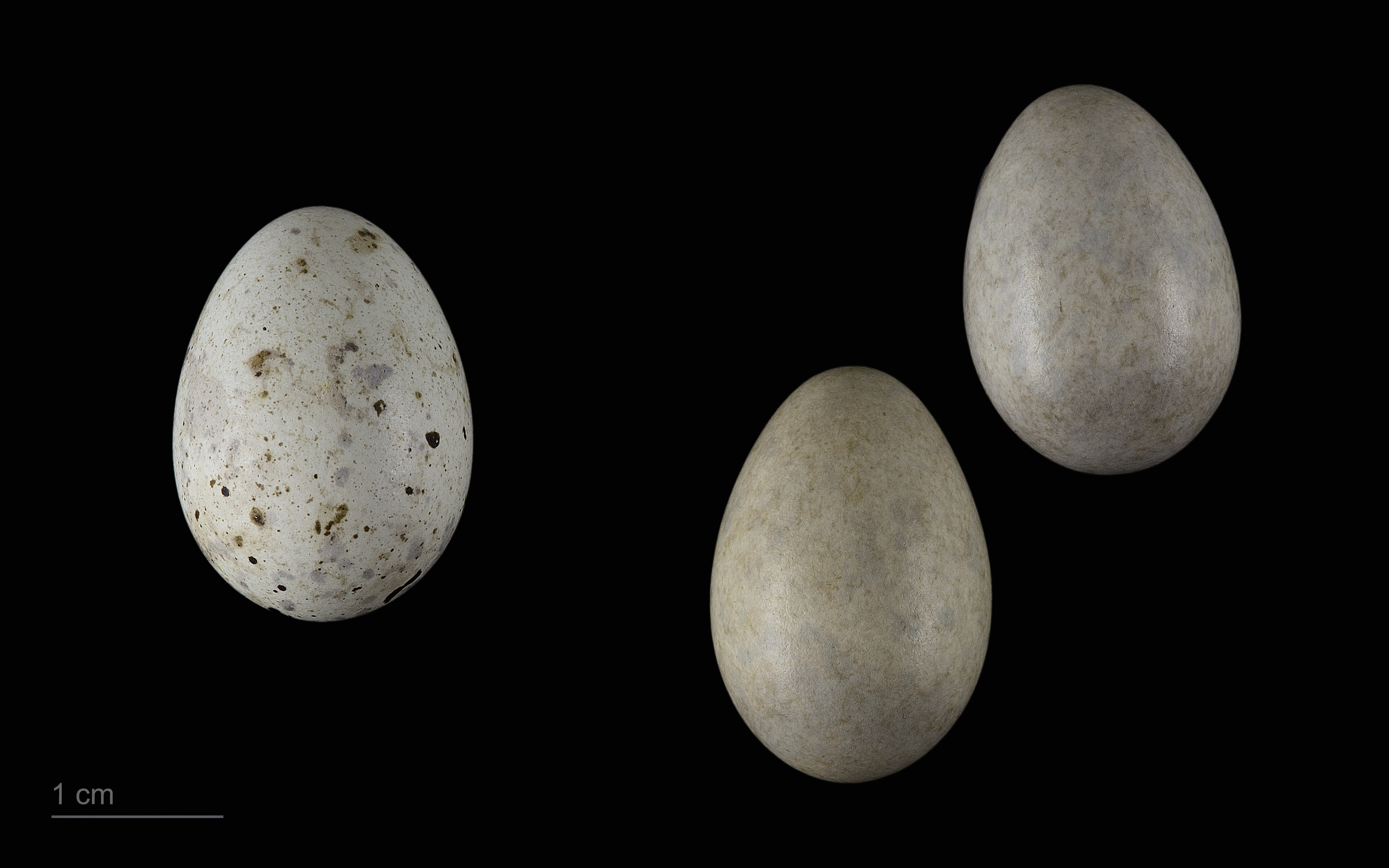
Cuculus canorus canorus + Sylvia nisoria

سسک سینه‌راه‌راه یا سسک نواری (نام علمی: Sylvia nisoria) نام یک گونه از سرده سسک‌های اصلی است.